# 姜玉泉
姜玉泉（1955年—），湖南株洲人，汉族，中华人民共和国政治人物、第十一届全国人民代表大会湖南地区代表。
毕业于湘潭大学政治专业，是中共党员。担任株洲市人大常委会主任。2008年起担任全国人大代表。